# Sidhauli
Sidhauli é uma cidade e uma nagar panchayat no distrito de Sitapur, no estado indiano de Uttar Pradesh.

## Geografia
Sidhauli está localizada a 27° 17′ N, 80° 50′ L. Tem uma altitude média de 138 metros (452 pés).

## Demografia
Segundo o censo de 2001, Sidhauli tinha uma população de 19,536 habitantes. Os indivíduos do sexo masculino constituem 53% da população e os do sexo feminino 47%. Sidhauli tem uma taxa de literacia de 64%, superior à média nacional de 59.5%: a literacia no sexo masculino é de 70% e no sexo feminino é de 56%. Em Sidhauli, 16% da população está abaixo dos 6 anos de idade.